# Acinodendron cuneatum
Acinodendron cuneatum là một loài thực vật có hoa trong họ Mua. Loài này được (Triana ex Cogn.) Kuntze mô tả khoa học đầu tiên năm 1891.